# Davallia corcovadensis
Davallia corcovadensis là một loài dương xỉ trong họ Davalliaceae. Loài này được Lodd., Kze. mô tả khoa học đầu tiên năm 1850.
Danh pháp khoa học của loài này chưa được làm sáng tỏ. 